# تولیو کامیلوتی
تولیو کامیلوتی (انگلیسی: Tullio Camillotti؛ ۲۹ ژانویه ۱۸۸۰ – ۲۱ فوریه ۱۹۵۹ (aged 79)) ورزشکار وزنه‌برداری اهل ایتالیا بود.
وی در مسابقات کشوری و بین‌المللی در مجموع برندهٔ ۱ مدال نقره شده‌است.